# Fresno de Sayago
Fresno de Sayago es un municipio y localidad española de la provincia de Zamora, en la comunidad autónoma de Castilla y León.

## Toponimia
El origen de su nombre parece remontarse a épocas de la Alta Edad Media. Una de las teorías hace derivar el topónimo Fresno del árbol denominado fraxinus, comúnmente conocido como fresno. Esta teoría se respalda en la denominación de muchos pueblos sayagueses (Carbellino del carballo o roble; Luelmo del olmo; Fresno de Sayago y Fresnadillo del fresno; Salce del sauce; Almeida del álamo; Moral, Moralina y Moraleja del moral, Figueruela de la higuera...), mostrando una posible seña identificativa de muchos de los poblamientos celtas en la ribera norte del Tormes.

## Geografía
La localidad de Fresno se encuentra situada en una suave depresión, en la que sus casas se ubican en amplios espacios. Dentro de su término se localizan las dehesas de Carbellino, Paredes y Villoria. Para llegar hasta allí desde la ciudad de Zamora, hay que seguir la carretera que comunica con Almeida de Sayago, existiendo en medio de su casco urbano sendos enlaces con las localidades de Peñausende y Bermillo de Sayago.

## Historia
El poblamiento de estas tierras se remonta a la Edad de Bronce. En la dehesa de Paredes se encontró una escultura de la diosa Bane que al parecer perteneciente a un panteón celta.
En época romana tres fueron los poblamientos antiguos en Fresno: El Cardal, al norte, ha aportado tejas, fragmento de un pilum y monedas romanas; en el Teso El Legío, y Nava Las Iglesias (Dehesa de Paredes), el más interesante, han aparecido tapaderas de cuarzo, restos de vasijas, tégulas, mesa para libaciones y banquetes fúnebres, un busto de la Diosa Bane y ara dedicada a ésta.
En la Edad Media, Fresno quedó integrado en el Reino de León, época en que habría sido repoblado por sus monarcas en el contexto de las repoblaciones llevadas a cabo en Sayago, datando su primera referencia escrita del siglo XIII, cuando esta localidad aparece ligada a ciudad de Zamora como posesión eclesiástica hasta mediados del siglo XIX, con la categoría de villa. En ese sentido, Fresno tuvo una doble jurisdicción como villa, de señorío y de realengo, de donde seguramente deriva la división del lugar en dos barrios, barrio del Obispo y del Rey, según los documentos antiguos.
Posteriormente, en la Edad Moderna, Fresno estuvo integrado en el partido de Sayago de la provincia de Zamora, tal y como reflejaba en 1773 Tomás López en Mapa de la Provincia de Zamora.
Perteneció a la cuadrilla de Pereruela, que era una de las cuatro en que se dividía el antiguo partido de Sayago dentro de la jurisdicción de la ciudad de Zamora.
Así, al reestructurarse las provincias y crearse las actuales en 1833, la localidad se mantuvo en la provincia zamorana, dentro de la Región Leonesa, integrándose en 1834 en el partido judicial de Bermillo de Sayago, dependencia que se prolongó hasta 1983, cuando fue suprimido el mismo e integrado en el partido judicial de Zamora.

## Demografía

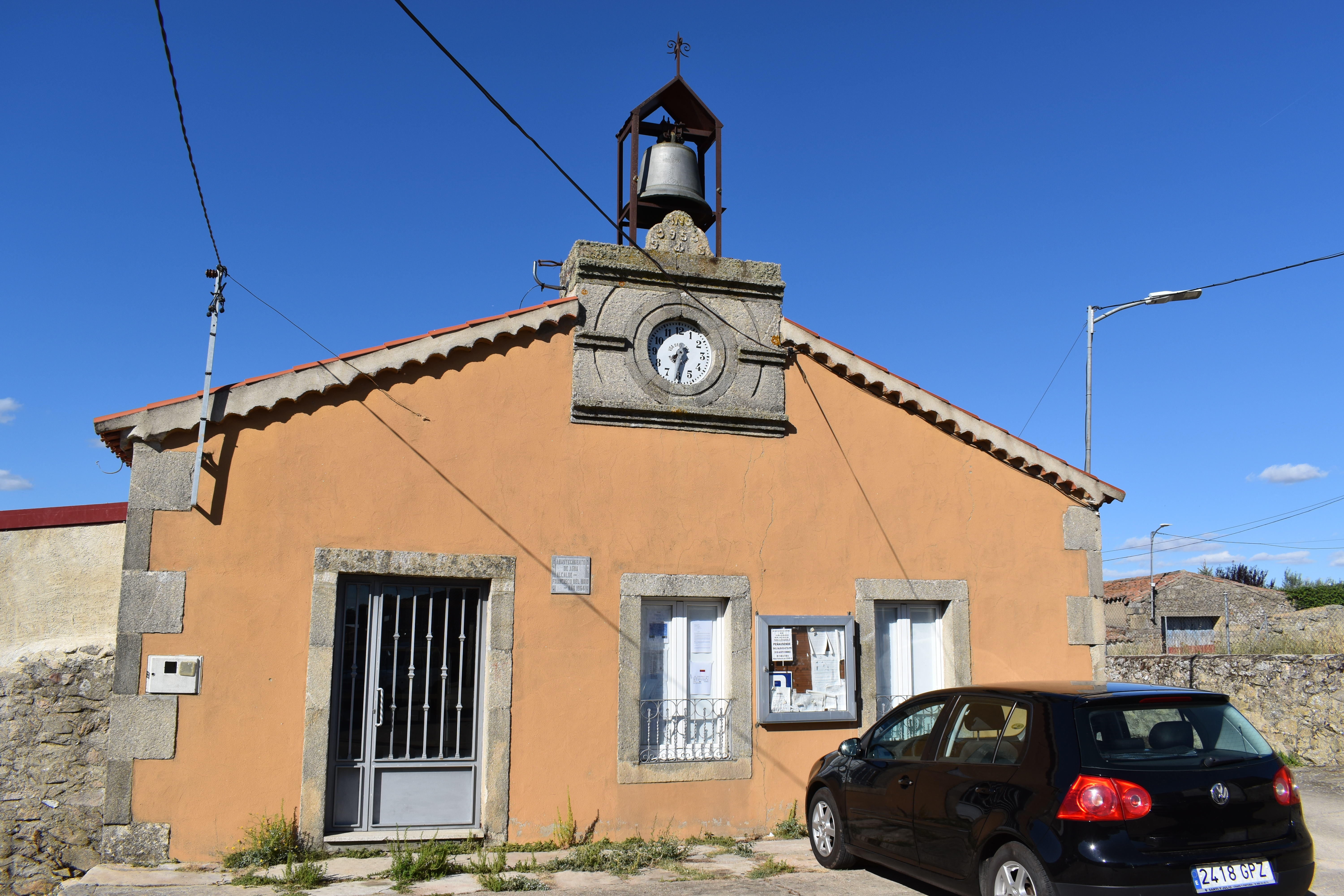
Casa consistorial

Cuenta con una población de 143 habitantes (INE 2024).
| Gráfica de evolución demográfica de Fresno de Sayago entre 1842 y 2021 |
| |
| Población de derecho según los censos de población del INE Población de hecho según los censos de población del INEEntre el censo de 1857 y el anterior, crece el término del municipio porque incorpora a 49070 (Figueruela de Sayago) Entre el censo de 1970 y el anterior, crece el término del municipio porque incorpora a 49515 (Mogatar) Entre el censo de 1930 y el anterior, disminuye el término del municipio porque independiza a 49070 (Figueruela de Sayago) |

## Transportes
Atraviesa el municipio la carretera ZA-302 que une El Cubo de Tierra del Vino con Bermillo de Sayago y permite acceder hacia el este a la autovía Ruta de la Plata que une Gijón con Sevilla y a la N-630, carretera nacional de igual recorrido. Es igualmente importante la carretera ZA-320 que atraviesa el término en sentido norte sur y permite una rápida comunicación con los municipios vecinos de la comarca del Sayago
En cuanto al transporte público se refiere, tras el cierre del Ferrocarril Ruta de la Plata, que pasaba por el cercano municipio de El Cubo y tenía parada en el mismo, no existen servicios de tren en el municipio ni en los vecinos, ni tampoco línea regular con servicio de autobús, siendo las estaciones más cercanas las de Zamora. Por otro lado el aeropuerto de Salamanca es el más cercano, estando a unos 78 km de distancia.

## Cultura

### Patrimonio

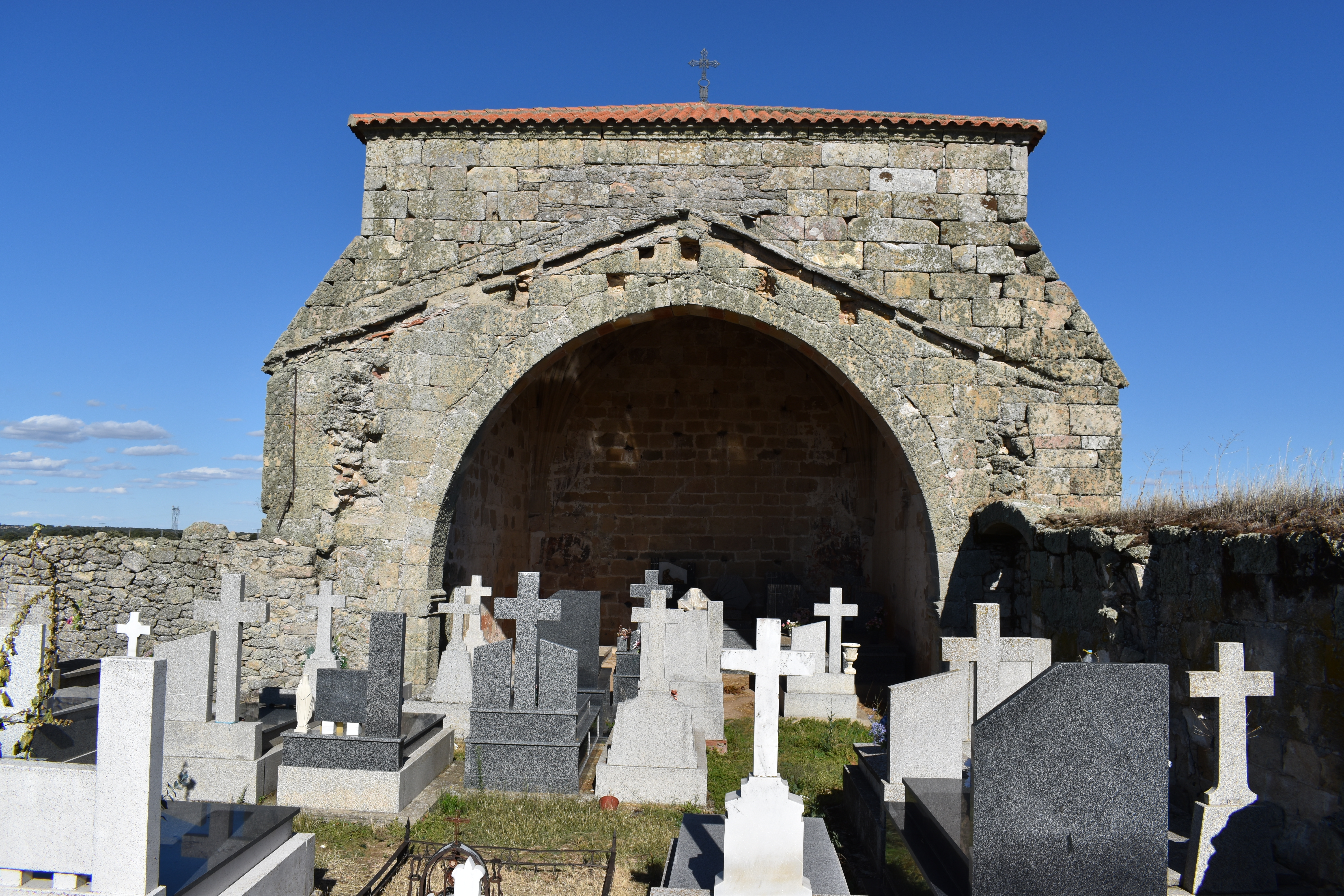
Ermita de San Miguel

La actual iglesia parroquial de San Miguel se encuentra ubicada en el centro del pueblo. Su origen fue como parroquia de Santa María, posiblemente de época románica, pasando después a ser la ermita de Nuestra Señora de los Remedios, cuando se construyó la antigua iglesia de San Miguel en las afueras del pueblo en el siglo XV. El edificio es el resultado de las diversas reformas que ha sufrido, como las de 1798 para destinarlo de nuevo a ser parroquia, o las que en años sucesivos afectaron al presbiterio y gradas del altar mayor para lo que se aprovecharon los materiales de las ermitas derruidas que existían en el pueblo, y se rehace la torre y la veleta, quedando entonces destinada a ser el único lugar de culto bajo la nueva advocación de San Miguel. Las últimas reformas son de finales del siglo XX y sirvieron para la reparación de la cubierta. Al trasladar uno de ellos quedaron al descubierto restos de pinturas murales.
Cuenta con los restos de lo que fue la antigua iglesia de San Miguel, situada sobre un cerro a las afueras del pueblo como anexo al cementerio anexo. Su patronazgo se debió a don Andrés de Grado, conocido como el doctor Grado, que fue canónigo de la catedral de Zamora y que mandó construir el templo en 1489-1498.
Fresno poseía varias ermitas de las cuales ya no se conserva ninguna. Una de ellas era la ermita de San Pedro de Dulciagre, que era propiedad de los Jerónimos de Benavente y que a finales del siglo XVIII estaba arruinada. Hacia 1830 las losas del solado de la ermita de San Roque y los materiales de obra de la ermita del Humilladero, se emplearon en la reforma de la ermita de los Remedios, que en la actualidad es la iglesia parroquial de San Miguel.

### Fiestas
Sus fiestas patronales son el 29 de septiembre, San Miguel, y el día del Corpus Christi, en el mes de mayo.

### Asociaciones
Aunque con una población reducida, cuenta con una asociación cultural muy activa, la asociación de mujeres El Corpus. Cada año se encarga de organizar una fiesta de convivencia en la que se realizan juegos, cena popular y verbena.